# You Raise Me Up
"You Raise Me Up" é uma canção cuja melodia foi composta por Rolf Løvland, do Secret Garden, e letra de Brendan Graham. Foi regravada mais de 125 vezes por diversos artistas.
A música foi composta originalmente para ser instrumental, chamando-se "Silent Story". Rolf então pediu para o romancista e compositor irlandês Brendan Graham escrever a letra, depois de ler as obras dele. Foi lançada em 2002, no álbum Once in a Red Moon, cantada pelo irlandês Brian Kennedy.
"You Raise Me Up" já foi gravada por grupos como Celtic Woman e Westlife, e foi tema do anime Romeo X Juliet. A música também foi regravada pelo cantor Josh Groban.
No Brasil, a música foi gravada por Rafaela Pinho e Sérgio Saas sob o título "O Seu Amor" e letra de cunho cristão escrita por Cleiton Schaffer, e também por David Quinlan e Nivea Soares. 

## Versão de Westlife
"You Raise Me Up" foi gravada para fazer parte do quinto álbum do grupo irlandês Westlife, Face to Face. Com esta canção, o álbum ganhou o prêmio de "Melhor Álbum de 2005" no Reino Unido.
O Westlife fez duas performances no "Prêmio Nobel da Paz", uma em 2005 e outra em 2009 cantando para o presidente americano Barack Obama.
O single alcançou o primeiro lugar no UK Singles Chart, se tornando o 13º número um do grupo. "You Raise Me Up" raramente é interpretada ao vivo por causa de direitos contratuais.

### Faixas
CD1
1. "You Raise Me Up" — 4:00
2. "World of Our Own" (Acoustic) — 3:30

CD2
1. "You Raise Me Up" — 4:00
2. "Flying Without Wings" (Acoustic)
3. "My Love" (Acoustic)

### Desempenho nas paradas
| Parada                   | Posição mais alta |
| ------------------------ | ----------------- |
| Euro 200                 | 14                |
| European Airplay Chart   | 37                |
| Australian Singles Chart | 3                 |
| German Singles Chart     | 11                |
| Irish Singles Chart      | 1                 |
| Hit Chart (Filipinas)    | 4                 |
| Norwegian Singles Chart  | 3                 |
| Swedish Singles Chart    | 7                 |
| UK Singles Chart         | 1                 |